# 애스턴 마틴 밴티지 N24
애스턴 마틴 밴티지 N24(영어: Aston Martin Vantage N24)는 애스턴 마틴 밴티지를 베이스로 제작된 레이스 카이다.